# Коле Аја II (Кјети)
Коле Аја II (итал. Colle Aia II) је насеље у Италији у округу Кјети, региону Абруцо.
Према процени из 2011. у насељу је живело 21 становника. Насеље се налази на надморској висини од 192 м.